# Куцокрил довгодзьобий
Куцокри́л довгодзьобий (Locustella major) — вид горобцеподібних птахів родини кобилочкових (Locustellidae). Мешкає в Гімалаях і горах Західного Китаю.

## Опис
Довжина птаха становить 14 см. Верхня частина тіла коричнева, нижня частина тіла білувата, горло і груди поцятковані темними плямками. Дзьоб і хвіст відносно довгі, плями на нижніх покривних перах хвоста відсутні.

## Підвиди
Виділяють два підвиди:
- L. m. major (Brooks, WE, 1871) — західні Гімалаї на півночі Пакистану і на північному заході Індії (Кашмір, Ладакх);
- L. m. innae (Portenko, 1955) — гори західного Китаю (Куньлунь, західний Алтинтаг).

## Поширення і екологія
Довгодзьобі куцокрили мешкають в горах Пакистану, Індії і Китаю, спостерігалися на Памірі в Таджикистані. Вони живуть на високогірних луках, порослих восокою травою, папоротю і чагарниками, часто поблизу узлісь, на висоті від 2400 до 3600 м над рівнем моря. Взимку мігрують в долини, на висоту до 1200 м над рівнем моря. Живляться комахами. Гніздяться з середини червня до кінця липня. Гніздо чашоподібне, робиться з сухої трави, розміщується в траві або на землі.